# Diecezja Zamora (Meksyk)
Diecezja Zamora (łac. Dioecesis Zamorensis in Mexico) – diecezja Kościoła rzymskokatolickiego w Meksyku, sufragania  archidiecezji Morelia. 

## Historia
26 stycznia 1863 roku papież Pius IX erygował diecezję Zamora. Dotychczas wierni z tych terenów należeli do diecezji Linares. 26 lipca 1913 roku diecezja utraciła część swego terytorium na rzecz nowo powstającej diecezji Tacámbaro.

## Ordynariusze
- José Antonio de la Peña y Navarro (1863 - 1877)
- José María Cázares y Martínez (1878 - 1908)
- José de Jesús Fernández y Barragán (1908 - 1909)
- José Othón Núñez y Zárate (1909 - 1922)
- Manuel Fulcheri y Pietrasanta (1922 - 1946)
- José Gabriel Anaya y Diez de Bonilla (1947 - 1967)
- José Salazar López (1967 - 1970)
- Adolfo Hernández Hurtado (1970 - 1974)
- José Esaul Robles Jiménez (1974 - 1993)
- Carlos Suárez Cázares (1994 - 2006)
- Javier Navarro Rodríguez (od 2007 roku)